# Сигавей
Сигавей (Сигевей) — река в России, протекает по территории городского округа Усинск Республике Коми. Правый приток реки Лыжа.

## География
Устье реки находится в нескольких километрах к западу от села Усть-Лыжа, в 13 км по правому берегу реки Лыжа. Длина реки составляет 48 км. Имеет несколько притоков, самые крупные из которых правые Кизеръёль, Сэстэмвож и левый Вев-Верданвож.

## Данные водного реестра
По данным государственного водного реестра России относится к Двинско-Печорскому бассейновому округу, водохозяйственный участок реки — Печора от водомерного поста у посёлка Шердино до впадения реки Уса, речной подбассейн реки — бассейны притоков Печоры до впадения Усы. Речной бассейн реки — Печора.
Код объекта в государственном водном реестре — 03050100212103000065393.